# Liceo classico Niccolini Guerrazzi
Il liceo ginnasio "Niccolini Guerrazzi" è stato fino al 2017 il liceo classico della città di Livorno; dopo l'accorpamento degli organici con l'istituto magistrale "Angelica Palli" è divenuto un indirizzo dell'ISIS "Niccolini-Palli".
Unico liceo classico della città, fu fondato nel 1861.
Polo dell'istruzione umanistica e sociale della città livornese, l'intestazione Niccolini-Guerrazzi si riferisce sia al liceo che è dedicato a Giovanni Battista Niccolini (San Giuliano Terme, 29 ottobre 1782 - Firenze, 20 settembre 1861), sia al ginnasio, intitolato invece a Francesco Domenico Guerrazzi (Livorno, 12 agosto 1804 - Cecina, 25 settembre 1873).

## Licei
Liceo classico
Liceo delle scienze umane
Liceo economico sociale
Liceo musicale
Liceo coreutico